# Svenja Leiber

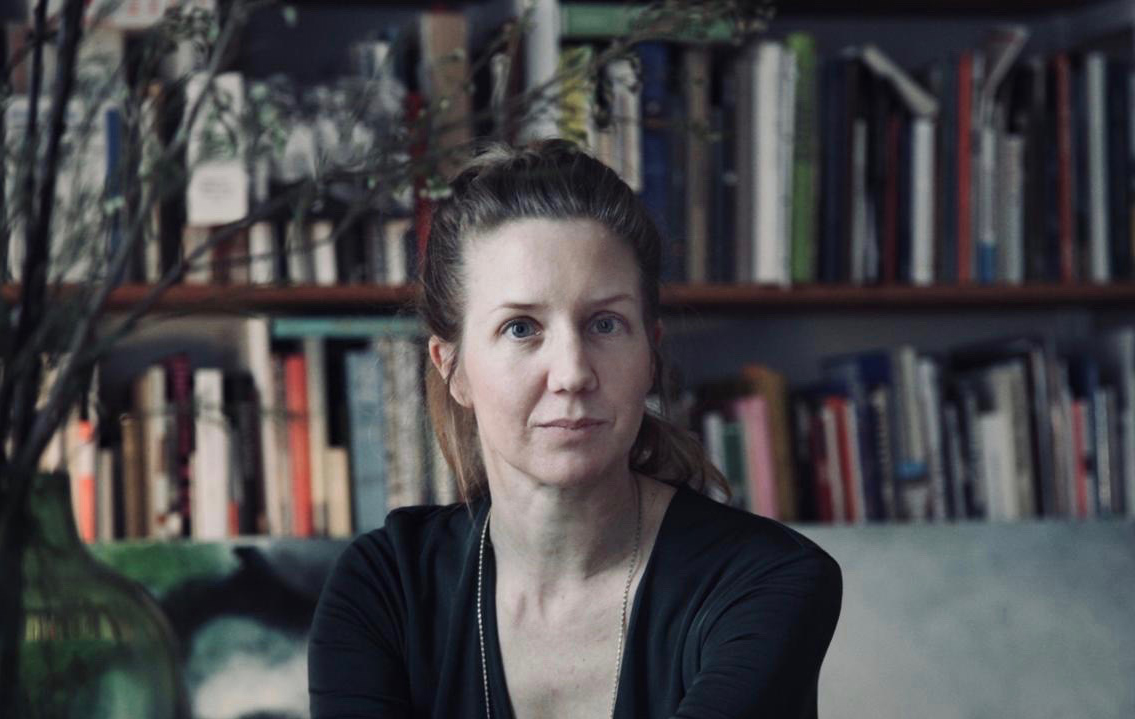
Svenja Leiber (2021)

Svenja Leiber (* 14. Juli 1975 in Hamburg) ist eine deutsche Schriftstellerin.

## Leben und Werk
Svenja Leiber wuchs in Hamburg und Norddeutschland auf, machte ihr Abitur in Lübeck, ging 1995 nach Berlin und studierte dort zunächst Philosophie, dann Literaturwissenschaft, Geschichte und Kunstgeschichte. Sie schloss ihr Studium mit einer Bearbeitung des Frauenbilds im Werk Goethes und Thomas Manns ab, hielt sich immer wieder für längere Zeit in Russland auf, arbeitete in verschiedenen Kunstsammlungen und als Dozentin für literarisches Schreiben, u. a. in der Prosawerkstatt der Jürgen Ponto-Stiftung, in der Bayerischen Akademie des Schreibens und der Koelner Schmiede.
Leiber veröffentlichte neben verschiedenen Texten und Essays bisher den Erzählungsband Büchsenlicht, sowie die Romane Schipino, Das letzte Land, Staub und Kazimira. Für ihre Erzählungen und Romane erhielt sie zahlreiche Auszeichnungen und Stipendien, Lese- und Recherchereisen führten sie u. a. in die Ukraine, nach Kuba, Kanada, Russland, Jordanien, Syrien und Israel. Ihre Texte wurden in mehrere Sprachen übersetzt.
„Leibers große Qualität besteht darin, Fragen aufzuwerfen und ihnen zu folgen auch ohne Aussicht auf eine Antwort. Sie zielen auf das Selbstverständnis der Kunst und ihre moralische Verpflichtung, wollen den Entscheidungsspielraum eines Individuums ausloten, seine Prägung durch Herkunft und Zeitenlauf, sein Vermögen, Schuld und Verantwortung zu tragen.“ Carsten Hueck, ORF.
Über Leibers Roman Staub schrieb Paul Jandl: „Der Roman ist voll mit seltsamen Augenblicken und mit Arabesken des Menschlichen. Durch sie hindurch schimmern existenzielle Fragen und die erstaunliche Klugheit eines Romans, der seinen Anspruch nicht einem oberflächlichen Realismus opfern will.“ (NZZ, 23. März 2018)
Svenja Leiber lebt in Berlin. Sie ist Mitglied im PEN-Zentrum Deutschland und PEN Berlin und Teil von „Weiter Schreiben“, einem Portal für literarische Zusammenarbeit mit geflüchteten Autoren.

## Werk
Bücher
- Büchsenlicht, Ammann Verlag, Zürich 2005, ISBN 3-250-60081-4.
- Schipino, Schöffling & Co., Frankfurt am Main 2010, ISBN 978-3-89561-206-0.

- Das letzte Land, Suhrkamp Verlag 2014, ISBN 978-3-518-42414-8.
- Staub, Suhrkamp Verlag 2018, ISBN 978-3-518-42790-3.
- Kazimira, Suhrkamp Verlag 2021, ISBN 978-3-518-43006-4.

Hörbücher
- Büchsenlicht, gelesen von Karoline Eichhorn, Hörkultur 2007, ISBN 978-3-9523087-6-9
- Das letzte Land, gelesen von Burghart Klaußner, Audio Verlag 2014, ISBN 978-3-86231-358-7

Übersetzungen
- Übersetzung Schipino: Juraj Bozičvić, Edicija Bozicevic, Zagreb 2011
- Übersetzung Schipino: Nádori Lída, Gondolat, Budapest 2012
- Übersetzung Das letzte Land: Richard Gross, Malpaso, Barcelona 2014
- Übersetzung Das letzte Land: Elisa Leonzio, Keller editore, Rovereto 2016
- Übersetzung Das letzte Land: Nika Knight, Seagull Books, Kalkutta 2017
- Übersetzung Staub: Samir Grees, Kalima, Abu Dhabi/Berlin 2021
- Übersetzung Kazimira: Indrė Klimkaitė, Alma littera, Vilnius 2023
- Übersetzung Kazimira: Matthieu Dumont, belfond, Paris 2024

Beiträge in Anthologien und Zeitschriften
- Gelb sucht Glatze, in: Edit Nr. 12, 2004
- Wesenberg, in: „Du“, Zeitschrift für Kultur Nr. 30, 2006
- Heimat, Ecke Berlin, in: Das Berliner Kneipenbuch, Hrsg. Björn Kuhligk und Tom Schulz, Berlin 2006
- Schipino (Auszug), in: BELLA triste Nr. 27
- Der alte Mann und das Leer, in: Katalog anlässlich der Ausstellung „cam“, Valeria Heisenberg, Stadt-Museum Groß-Gerau, 2009
- Be true to your school, in: „Wenn ich groß bin, werd ich Dichter“, frühe Texte bekannter Autoren, herausgegeben von Florian Werner, Arche 2015
- Der vierte König, in: Alles Lametta, Neue Weihnachtsgeschichten, Suhrkamp, Berlin 2015
- Beitrag in: Mimikry: Das Spiel des Lesens, Hrsg. Holm Friebe und Philipp Albers, Blumenbar 2016
- Wie ich aufhörte das Andere verstehen zu wollen, wo ich nicht einmal mich selbst verstehe, in: Wie wir leben wollen, Hrsg. Matthias Jügler, Suhrkamp 2016
- Ein alter Falter, in: Neue Prosa aus Schleswig-Holstein: Hrsg. Sara Dusanic und Dr. Wolfgang Sandfuchs. (Edition Literaturhaus) 2016
- Was sagst du, wenn du Leben sagst? In: Schriftenreihe der Stadt Speyer, Bd. 21, 2018
- Beitrag in: Das Herz verlässt keinen Ort, an dem es hängt, Hrsg. Annika Reich und Lina Muzur, Ullstein, Berlin 2018
- Blendung und Überblendung, in: Frankfurter Rundschau, 5. September 2019
- Ökosophia, in: Welt und Wirklichkeit, Hrsg. Jim Avignon, Verbrecher Verlag, Berlin, 2020
- „Niemals werden wir uns (ver)fehlen“ (Cixous), in: Begegnungen, Hrsg. Anja Kampmann, Hanser Akzente, 2021
- Unter den Linden, in: „Einem Stern folgen, nur dieses...“, Egon Ammann und sein Verlag, Hrsg. Sonntag und Flammersfeld, Wallstein Verlag, Göttingen 2022
- Wenn du geschwiegen hättest, Odysseus, wärst du Philosoph geblieben, in: Schweigen, Hrsg. Daniela Dröscher, Hanser Akzente, 2023

Beiträge im Internet
- Sprache als Notwehr, in: Logbuch Suhrkamp[2]

## Auszeichnungen
- 2003: Literaturpreis Prenzlauer Berg
- 2006: Förderpreis zum Literaturpreis der Stadt Bremen
- 2006: „Grenzgänger-Stipendium“ der Robert Bosch Stiftung
- 2007: Berliner Senatsstipendium
- 2007: Förderpreis zum Kranichsteiner Literaturpreis
- 2008: Förderung durch die Kulturstiftung Niedersachsen
- 2009: Werner-Bergengruen-Preis
- 2011: Preis des Kulturkreises der deutschen Wirtschaft (Shortlist)[3]
- 2012: Stipendium des Else-Heiliger-Fonds
- 2013: Nominierung für den Alfred-Döblin-Preis[4]
- 2014: Heinrich-Heine-Stipendium, Lüneburg
- 2014: Literaturpreis „Neue Prosa“ Schleswig-Holstein
- 2015: Arno-Reinfrank-Literaturpreis[5]
- 2015: Arbeitsstipendium des Berliner Senats
- 2018: Spreewald-Literatur-Stipendium
- 2019: „Text & Sprache 2019“ (Shortlist)
- 2019: Nominierung für den Alfred-Döblin-Preis
- 2019: Alfred-Döblin-Stipendium
- 2021 Stipendium der Berliner Senatsverwaltung für Kultur und Europa
- 2023 Johann-Friedrich-von-Cotta-Literatur-und-Übersetzungspreis[6]
- 2025 Stipendium der Berliner Senatsverwaltung für Kultur und Gesellschaftlichen Zusammenhalt[7]

### Sekundärliteratur
- Stephanie Marx: Lektüreschlüssel zu Svenja Leiber »Kazimira« (lfb Kompass 6), Literaturforum im Brecht-Haus, Berlin 2021, ISBN 978-3-949884-02-3